# Amy Pettersson
Amy Pettersson (* um 1920) ist eine schwedische Badmintonspielerin.

## Karriere
Amy Pettersson wurde 1944 erstmals nationale Meisterin in Schweden. Sieben weitere Titelgewinne folgten bis 1955. 1958 war sie bei den German Open erfolgreich. Bei den All England 1952 wurde sie Neunte im Einzel.

## Sportliche Erfolge
| Saison    | Veranstaltung                     | Disziplin   | Platz | Name                                 |
| --------- | --------------------------------- | ----------- | ----- | ------------------------------------ |
| 1943/1944 | Schweden: Einzelmeisterschaft     | Dameneinzel | 1     | Amy Pettersson (MAI)                 |
| 1944/1945 | Schweden: Einzelmeisterschaft     | Damendoppel | 1     | Elsy Killick / Amy Pettersson (MAI)  |
| 1945/1946 | Schweden: Einzelmeisterschaft     | Dameneinzel | 1     | Amy Pettersson (MAI)                 |
| 1947/1948 | Schweden: Einzelmeisterschaft     | Dameneinzel | 1     | Amy Pettersson (MAI)                 |
| 1948/1949 | Schweden: Einzelmeisterschaft     | Damendoppel | 1     | Berit Nilsson / Amy Pettersson (MAI) |
| 1949/1950 | Schweden: Einzelmeisterschaft     | Dameneinzel | 1     | Amy Pettersson (MAI)                 |
| 1951/1952 | Schweden: Einzelmeisterschaft     | Dameneinzel | 1     | Amy Pettersson (MAI)                 |
| 1953/1954 | Schweden: Einzelmeisterschaft O35 | Dameneinzel | 1     | Amy Pettersson (MAI)                 |
| 1954/1955 | Schweden: Einzelmeisterschaft O35 | Dameneinzel | 1     | Amy Pettersson (MAI)                 |
| 1954/1955 | Schweden: Einzelmeisterschaft     | Damendoppel | 1     | Berit Olsson / Amy Pettersson (MAI)  |
| 1956/1957 | Schweden: Einzelmeisterschaft O35 | Damendoppel | 1     | Elsy Killick / Amy Pettersson (MAI)  |
| 1956/1957 | Schweden: Einzelmeisterschaft O35 | Dameneinzel | 1     | Amy Pettersson (MAI)                 |
| 1957/1958 | Schweden: Einzelmeisterschaft O35 | Damendoppel | 1     | Elsy Killick / Amy Pettersson (MAI)  |
| 1958      | German Open                       | Mixed       | 1     | Bo Nilsson / Amy Pettersson          |
| 1958/1959 | Schweden: Einzelmeisterschaft O35 | Damendoppel | 1     | Elsy Killick / Amy Pettersson (MAI)  |
| 1959      | German Open                       | Mixed       | 3     | Bengt-Åke Jönsson / Amy Pettersson   |
| 1959      | German Open                       | Dameneinzel | 3     | Amy Pettersson                       |